# Campionati del mondo di ciclismo su pista 2023 - Americana femminile
La gara di americana femminile ai Campionati del mondo di ciclismo su pista 2023 si è svolta il 7 agosto 2023 su un percorso di 120 giri per un totale di 30 km con sprint intermedi ogni 10 giri, di cui l'ultimo con punti doppi.
Hanno parte alla competizione 18 squadre di federazioni diverse, delle quali 15 hanno completato la gara.

## Podio
| Pos.    | Atleta                         | Nazionalità   |
| ------- | ------------------------------ | ------------- |
| Oro     | Neah Evans Elinor Barker       | Gran Bretagna |
| Argento | Georgia Baker Alexandra Manly  | Australia     |
| Bronzo  | Victoire Berteau Clara Copponi | Francia       |

## Risultati
| Posizione | Atleti                                  | Nazione       | Punti giri | Punti sprint | Totale |
| --------- | --------------------------------------- | ------------- | ---------- | ------------ | ------ |
| 1         | Neah Evans Elinor Barker                | Gran Bretagna | 0          | 28           | 28     |
| 2         | Georgia Baker Alexandra Manly           | Australia     | 0          | 25           | 25     |
| 3         | Victoire Berteau Clara Copponi          | Francia       | 0          | 22           | 22     |
| 4         | Daria Pikulik Wiktoria Pikulik          | Polonia       | 0          | 21           | 21     |
| 5         | Martina Fidanza Chiara Consonni         | Italia        | 0          | 14           | 14     |
| 6         | Jennifer Valente Lily Williams          | Stati Uniti   | 0          | 10           | 10     |
| 7         | Ally Wollaston Bryony Botha             | Nuova Zelanda | 0          | 10           | 10     |
| 8         | Yumi Kajihara Tsuyaka Uchino            | Giappone      | 0          | 5            | 5      |
| 9         | Amalie Dideriksen Ellen Klinge          | Danimarca     | 0          | 2            | 2      |
| 10        | Marit Raaijmakers Maike van der Duin    | Paesi Bassi   | 0          | 2            | 2      |
| 11        | Lea Lin Teutenberg Franziska Brauße     | Germania      | −20        | 2            | −18    |
| 12        | Lara Gillespie Alice Sharpe             | Irlanda       | −20        | 2            | −18    |
| 13        | Katrijn De Clercq Hélène Hesters        | Belgio        | −20        | 0            | −20    |
| 14        | Aline Seitz Michelle Andres             | Svizzera      | −40        | 0            | −40    |
| 15        | Petra Ševčíková Kateřina Kohoutková     | Rep. Ceca     | −40        | 0            | −40    |
| –         | Nafosat Qo'ziyeva Margarita Misyurina   | Uzbekistan    | DNF        | DNF          | DNF    |
| –         | Maria Antonieta Gaxiola Lizbeth Salazar | Messico       | DNF        | DNF          | DNF    |
| –         | Lee Sze Wing Yang Qianyu                | Hong Kong     | DNF        | DNF          | DNF    |

Nota: DNF ritirate